# Energy Berlin
Energy Berlin (Eigenschreibweise ENERGY Berlin) ist ein privater Hörfunksender für die Metropolregion Berlin/Brandenburg. Seinen Sendebetrieb begann er am 12. August 1991 auf der Frequenz 103,4 MHz, auf der zuvor der links-alternative Sender Radio 100 ein Vollprogramm ausgestrahlt hatte. Veranstalter von Energy Berlin ist die Radio 103,4 MHz Berlin GmbH, die zur französischen NRJ Group gehört, dem größten Radiokonzern Europas. Das Programm richtet sich vor allem an Hörer der Zielgruppe 14–39 Jahre. Es wird komplett am Standort Berlin hergestellt, allerdings werden einzelne Sendungen auch von anderen Energy-Stationen ausgestrahlt. Das Studio befindet sich in Berlin-Mitte (Bezirk Mitte) am Leipziger Platz in der Nähe vom Potsdamer Platz, zuvor befand es sich in Berlin-Charlottenburg (Bezirk Charlottenburg-Wilmersdorf) am Ernst-Reuter-Platz.

## Energy in the Park
Energy Berlin veranstaltete bis 2014 jedes Jahr im Sommer die kostenlose Open-Air-Konzertreihe Energy in the Park. Seit 2003 treten auf einer schwimmenden Bühne im Berliner Strandbad Wannsee nationale und internationale Popmusiker auf. Die Konzerte werden jedes Jahr von rund 30.000 Gästen besucht. Seit 2015 findet jährlich die Energy Music Tour in der Berliner Kulturbrauerei statt.

## Empfang
Energy Berlin ist über UKW unter folgenden Frequenzen in Berlin und Brandenburg zu empfangen:
- Berlin: UKW 103,4 MHz
- Prenzlau: 87,6 MHz
- Casekow: 91,6 MHz
- Wittstock/Dosse: 96,6 MHz
- Herzberg (Elster): 91,7 MHz[2]

Die MABB erteilte Energy Berlin am 3. November 2020 eine Sendelizenz im DAB+-Ensemble Berlin/Brandenburg auf Kanal 12D.